# Chiquihuitlán mazatec
Chiquihuitlán mazatec, eller hne naja, är en variant av mazatec som talas i norra delar av Oaxaca, Mexiko. Chiquihuitlán har ungefär 1500 talare och räknas som ett hotat språk.
Språket skrivs med latinska alfabetet.

## Fonologi

### Konsonanter
|             |             | Bilabial | Alveolar | Postalveolar | Retroflex | Palatal | Velar | Glottal |
| ----------- | ----------- | -------- | -------- | ------------ | --------- | ------- | ----- | ------- |
| Klusil      | Norm.       |          | t ~ tʲ   |              |           |         | k     | ʔ       |
| Klusil      | Prenasal    |          | nd       |              |           |         | ŋg    |         |
| Affrikat    | Norm.       |          | ts       | ʧ            |           |         |       |         |
| Affrikat    | Prenasal    |          | ndz      | nʤ           |           |         |       |         |
| Nasal       | Nasal       | m        | n        |              |           | ɲ       |       |         |
| Frikativ    | Frikativ    | β        | s        |              | ʂ         |         |       | h       |
| Tremulant   | Tremulant   |          | r        |              |           |         |       |         |
| Approximant | Approximant |          |          |              |           | j       |       |         |

Källa:

### Vokaler
|              | Främre | Bakre |
| ------------ | ------ | ----- |
| Sluten       | i      | u     |
| Mellansluten | e      | o     |
| Halvöppen    | æ      |       |
| Öppen        | a      |       |

Språket har fyra toner.
Källa: